# カルロス・ボルジェス
カルロス・ロベルト・フォルブス・ボルジェス（Carlos Roberto Forbs Borges、2004年3月19日 - ）は、ポルトガル・シントラ出身のサッカー選手。プレミアリーグ、ウルヴァーハンプトン・ワンダラーズFC所属。ポルトガル代表。ポジションはフォワード。
ポルトガルで生まれたのち、家庭の事情で10歳でイングランドに渡るとマンチェスター・シティのユースチームに所属。ユースチームでは並外れた才能を発揮し81試合に出場して55得点42アシストを記録。2022-23シーズンには得点王と最優秀選手賞を獲得しつつ、チームを史上初の3連覇となるユースリーグ優勝に導く活躍を魅せた。
トップチームでの出場機会を求めてアヤックスに移籍すると、それまではカルロス・ボルジェス (Carlos Borges)としてプレーしていたが母親の姓であるカルロス・フォルブス (Carlos Forbs)としてプレーすることを選択した。

## クラブ経歴

### マンチェスター・シティ
リスボン近郊のシントラに生まれ、地元のNADC Sintraでサッカーを始めて9歳でスポルティングCPのアカデミーに所属していたが、10歳の頃に彼の家族がイングランドに移住したのを期に2015年から8年間マンチェスター・シティの下部組織で育成された。
のちに移籍するウルブスは彼が既に16歳以下のポルトガル代表でプレーしていた2020年2月から注目していたが、その時にはすでに高く評価されており、マンチェスター・シティというスポーツ面でも経済面でも上回るクラブに所属していたこともあって獲得のオファーを提出することはできなかった。そして2020-21シーズン中、U-18チームで一際活躍するウィンガーとして注目されるとウルブスは再度関心を持ったが、シティが売りに出したのは2022-23シーズン終了後で、当時ウルブスはPSR（プレミアリーグの収益と持続可能性に関する規則）の問題に直面していたことに加えてマンチェスター・シティが求めていた移籍金は18歳でまだ一度もトップチームでプレーしたことのない選手としては法外な金額だったため移籍は実現しなかった。
2021-22シーズン、17歳の時にUEFAユースリーグのライプツィヒ戦で途中出場すると、試合終了直前にこの試合唯一となる得点を挙げて勝利に貢献した。
2022-23シーズンにはマンチェスター・シティのU-21チームで公式戦25得点13アシストという記録を挙げている。UEFAユースリーグではセビージャ戦でハットトリックを達成。プレミアリーグ2では得点王となる21ゴールの活躍でチームの3連覇に貢献し、2023年2月の月間最優秀選手とクラブのシーズン最優秀選手にも選ばれた。
ユースチームでフォーブス（当時はカルロス・ボルジェスとしてプレー）は、他の多くのユース候補生をはるかに上回るゴールとアシストを記録。U-18チーム、U-21チーム、UEFAユースリーグで55ゴール42アシストを記録した。トップチームではキャプテンでもあったブラジル人のフェルナンジーニョがポルトガル語を話せたことで周囲に馴染むことができ、親善試合など非公式の試合でプレーすることはあったものの、リーグ戦などの公式戦で出場することは無く、ユースチームではなくシニアチームの一員としてプレーすることを望んだフォーブスはマンチェスター・シティから離れる決断をした。

### アヤックス
シーズン終了後、同じイングランドのウェストハム・ユナイテッドへの移籍に概ね合意したことでハマーズに加入すると思われた。しかし、クラブ側の手続き（代理人手数料や個人契約の条件に関する詳細など）の遅延が契約完了を妨げ、一転して2023年8月3日にエールディヴィジのアヤックス・アムステルダムへ移籍し、5年契約を結んだ。同年8月12日、シーズン開幕戦のヘラクレス・アルメロとの試合にて、試合終了間際の途中交代で移籍後初出場を果たした。翌月にはEL・オリンピック・マルセイユ戦でUEFAヨーロッパリーグデビューを果たして得点も挙げたが、その後はクリスティアン・フリンソンにスタメンの座を奪われて徐々に出場機会を得られなくなった。
彼のオランダでのプレーについて、かつてエールディヴィジでもプレーした経験のあるケイス・クワクマンは次のように酷評し、リザーブチームではなくトップチームでプレーしたいという理由で英国からオランダに渡ったにもかかわらず、フォーブスはアヤックスのリザーブチームでプレーすることを余儀なくされた。
彼はボールが相手に渡った時、ミッドフィルダーとしての役割を果たさなければならないことが理解できていない。こういうタイプの選手は個々で考える能力がなく、テクニカルスタッフもそれを教えきれていない。（フォーブスには）クオリティがない。ユース選手にしてはあまりにも高価すぎる。—ケイス・クワクマン

### ウルブス
2024年8月31日、以前より興味を示していたプレミアリーグのウルヴァーハンプトン・ワンダラーズFCに一定の条件（10試合以上に出場）で買取義務が発生する期限付き移籍をした。10月5日、シーズン開幕からリーグ戦6戦未勝利（1分5敗）の最下位に沈む中で迎えたブレントフォード戦で初の先発出場を果たすも3-5で敗れた。

## 代表経歴

### U-19ポルトガル
UEFA U-19欧州選手権2023では決勝でU-19イタリア代表に敗れるまで5試合に出場した。

### U-21 ポルトガル
2024年3月21日、UEFA U-21欧州選手権2025予選のU-21フェロー諸島戦で後半にファビオ・シルヴァとの交代で途中出場し得点を挙げた。さらに、9月10日のU-21クロアチア戦でも同様に試合終盤にファビオ・シルヴァと交代して出場するとこの試合でも得点を挙げた。

## 個人成績
2024年10月6日現在
| クラブ                     | シーズン       | リーグ戦               | リーグ戦 | リーグ戦 | カップ戦 | カップ戦 | リーグ杯 | リーグ杯 | 国際大会 | 国際大会 | その他 | その他 | 通算 | 通算 |
| クラブ                     | シーズン       | ディビジョン           | 出場     | 得点     | 出場     | 得点     | 出場     | 得点     | 出場     | 得点     | 出場   | 得点   | 出場 | 得点 |
| -------------------------- | -------------- | ---------------------- | -------- | -------- | -------- | -------- | -------- | -------- | -------- | -------- | ------ | ------ | ---- | ---- |
| マンチェスター・シティ EDS | 2019-20        | U-18プレミアリーグ     | —        | —        | —        | —        | 1        | 0        | —        | —        | —      | —      | 1    | 0    |
| マンチェスター・シティ EDS | 2020-21        | U-18プレミアリーグ     | 21       | 12       | 2        | 0        | 0        | 0        | —        | —        | 1      | 1      | 24   | 13   |
| マンチェスター・シティ EDS | 2021-22        | U-18プレミアリーグ     | 7        | 11       | 2        | 0        | 1        | 0        | 1        | 1        | 1      | 0      | 23   | 13   |
| マンチェスター・シティ EDS | 2021-22        | プレミアリーグ2        | 11       | 1        | 2        | 0        | 1        | 0        | 1        | 1        | —      | —      | 23   | 13   |
| マンチェスター・シティ EDS | 2022-23        | プレミアリーグ2        | 24       | 21       | —        | —        | 3        | 4        | 6        | 4        | —      | —      | 33   | 29   |
| マンチェスター・シティ EDS | 通算           | 通算                   | 63       | 45       | 4        | 0        | 5        | 4        | 7        | 5        | 2      | 1      | 81   | 55   |
| アヤックス                 | 2023-24        | エールディヴィジ       | 21       | 2        | 1        | 0        | —        | —        | 10       | 1        | —      | —      | 32   | 3    |
| アヤックス                 | 2024-25        | エールディヴィジ       | 1        | 0        | —        | —        | —        | —        | 5        | 0        | —      | —      | 6    | 0    |
| アヤックス                 | 通算           | 通算                   | 22       | 2        | 1        | 0        | —        | —        | 15       | 1        | —      | —      | 38   | 3    |
| ヨング・アヤックス         | 2023-24        | エールステ・ディヴィジ | 2        | 1        | —        | —        | —        | —        | —        | —        | —      | —      | 2    | 1    |
| ウルブス (loan)            | 2024-25        | プレミアリーグ         | 3        | 0        |          |          | 1        | 0        | —        | —        | —      | —      | 4    | 0    |
| ウルブス (loan)            | 通算           | 通算                   | 3        | 0        |          |          | 1        | 0        | —        | —        | —      | —      | 4    | 0    |
| キャリア総通算             | キャリア総通算 | キャリア総通算         | 90       | 48       | 5        | 0        | 6        | 4        | 22       | 6        | 2      | 1      | 125  | 59   |

1. 1 2  U-18プレミアリーグカップ
2. 1 2  U-18プレミアリーグ決勝プレーオフ
3. 1 2  UEFAユースリーグ
4. ↑  EFLトロフィー
5. ↑  UEFAヨーロッパリーグ8試合、UEFAヨーロッパカンファレンスリーグ2試合に出場
6. ↑  UEFAヨーロッパリーグ
7. ↑  EFLカップ

## タイトル
クラブ
マンチェスター・シティ ESD
- FAユースカップ : 2019-20
- U-18プレミアリーグカップ : 2019-20
- U-18プレミアリーグ : 2020-21, 2021-22
- プレミアリーグ2 : 2021-22, 2022-23

個人
- マンチェスター・シティU-18シーズン最優秀選手 : 2021[4]
- プレミアリーグ2月間最優秀選手 : 2023年2月
- プレミアリーグ2得点王 : 2022-23
- プレミアリーグ2シーズン最優秀選手 : 2022-23
- マンチェスター・シティU-21シーズン最優秀選手 : 2022-23[21]